# Brixia harimaensis
Brixia harimaensis är en insektsart som beskrevs av Matsumura 1914. Brixia harimaensis ingår i släktet Brixia och familjen kilstritar. Inga underarter finns listade i Catalogue of Life.